# Deadlines
Pour plus de détails, voir Fiche technique et Distribution.
Deadlines (titre français : Deadlines - La vérité est dangereuse) est un film franco-britannico-tunisien réalisé par Ludi Boeken et Michael Alan Lerner (en) en 2004 et sorti sur les écrans en 2005.
Ce film, bien que fictif, est inspiré par la vie de l'ancien reporter et co-réalisateur Michael Alan Lerner, à partir de ses expériences de reporter pendant qu'il couvrait la guerre du Liban.

## Synopsis
L'action, qui se passe à Beyrouth (capitale du Liban) pendant la guerre, relate l'histoire du jeune Alex Randal, jeune journaliste avec peu d'expérience mais motivé comme jamais, qui arrive dans cette ville pour couvrir les deux attentats qui ont frappé les bases militaires françaises et américaines.
Pendant ses recherches et au milieu de ce bain de sang, il rencontre Julia Muller, une photographe belle, bien qu'énigmatique. Après cette rencontre, Julia met Alex sur un coup, ce qui conduit son reportage à faire la une de la presse mondiale.

## Fiche technique
- Titre original : Deadlines
- Titre français : Deadlines - La vérité est dangereuse
- Réalisateurs : Ludi Boeken et Michael Alan Lerner (en)
- Scénariste : Michael Alan Lerner
- Distribution : Zootrope Films
- Directeur de la photographie : Ivan Strasburg
- Compositeur : Justin Adams
- Monteuse : Suzanne Fenn
- Décorateur : Taoufik Behi
- Costumière : Magdalena Garcia Caniz
- Langue : anglais
- Genre : drame
- Durée : 103 minutes
- Date de sortie :
  - France : 8 juin 2005

## Distribution
- Stephen Moyer : Alex Randal
- Anne Parillaud : Julia Muller
- Omid Djalili : Abdul Sayyaf
- Georges Siatidis : Yann Meschen
- Larry Lamb : Paul Baker
- Karl Makinen : United Press
- Lotfi Dziri : Rahman
- Zarrouk : Ali Ibrahim

## Distinctions
- Deadlines est présenté dans plusieurs festivals français en 2004, il reçoit les prix suivants :
  - Festival du film d'Avignon : meilleur film européen
  - Festival des cinémas d'Irlande et de Grande-Bretagne de Cherbourg-en-Cotentin : meilleur film et prix du jury
  - Festival international du film de Paris : Anne Parillaud récompensée dans la catégorie meilleure actrice[1]
- Deadlines est aussi présenté à l'étranger :
  - Festival international du film de Genève : prix spécial du jury
  - Festival international du film de Santa Barbara : meilleur film international